# Оук Хол (Вирџинија)
Оук Хол (енгл. Oak Hall) насељено је место без административног статуса у америчкој савезној држави Вирџинија.

## Демографија
По попису из 2010. године број становника је 255.
| Група             | 2000.    | 2010.       |
| Белци             | 0 (0,0%) | 165 (64,7%) |
| Афроамериканци    | 0 (0,0%) | 71 (27,8%)  |
| Азијати           | 0 (0,0%) | 0 (0,0%)    |
| Хиспаноамериканци | 0 (0,0%) | 7 (2,7%)    |
| Укупно            | 0        | 255         |